# Karelijci
Karelijci ili Karelci (finski: karjalaiset, karelski: karjalaižet, karjalazet, karjalaiset, ruski: Карелы, švedski: kareler, karelare) baltofinski je narod koji živi u Kareliji.